# Мэйлисы-Даурский национальный район
Мэйлисы́-Дау́рский национа́льный райо́н (кит. упр. 梅里斯达斡尔族区, пиньинь Méilǐsī Dáwò’ěrzú qū) — национальный городской район в городском округе Цицикар провинции Хэйлунцзян КНР. «Мэйлисы» — китайская транскрипция даурского слова «лёд».

## Население
Население: 171 тыс. человек. На территории района проживают ханьцы, маньчжуры, корейцы, хуэйцы и ряд других национальностей. Дауры являются национальным меньшинством, их численность составляет 12 тыс. человек. Является единственным в КНР национальным районом городского подчинения, в котором титульным народом являются дауры.

## История
Дауры появились в регионе в начале существования империи Цин, переселившись из верховьев Хэйлунцзяна (Амур). С 1698 года эти земли стали подчиняться цицикарскому фудутуну.
После образования Китайской республики эти земли вошли в состав уезда Лунцзян (龙江县). В октябре 1954 года они перешли под юрисдикцию Цицикара, и здесь были образованы Вонюту-Даурский автономный район (卧牛吐达斡尔族自治区), а также деревенские районы Дахудянь (达呼店) и Хуэрхула (虎尔虎拉). В ноябре 1956 года на их месте был образован Мэйлисы-Даурский национальный район. В декабре 1958 года началось «движение за обобществление», районы были ликвидированы, а вместо них были созданы «народные коммуны»; Мэйлисы-Даурский национальный район был преобразован в народную коммуну Хуафэн (华丰人民公社). В августе 1961 года из коммун опять были созданы районы, и коммуна Хуафэн была преобразована в Пригородный район (郊区), в марте 1980 года переименованный в район Мэйлисы (梅里斯区). В 1988 году решением Госсовета КНР был восстановлен Мэйлисы-Даурский национальный район, однако без преобразования в автономную административную единицу, он был оставлен районом городского подчинения.

## Административное деление
Район делится на 1 уличный комитет (в городке Мэйлисы), 4 посёлка, 1 волость и 1 национальную волость.
| № | Название | Название (кит.)  | Статус          | Население чел. (2010) | На карте                         |
| - | -------- | ---------------- | --------------- | --------------------- | -------------------------------- |
| 1 | Мэйлисы  | 梅里斯乡         | волость         | 41301                 | 47°18′56″ с. ш. 123°45′20″ в. д. |
| 2 | Дахудянь | 达呼店镇         | поселок         | 35289                 | 47°31′42″ с. ш. 123°48′44″ в. д. |
| 3 | Яэрсай   | 雅尔塞镇         | поселок         | 19463                 | 47°26′48″ с. ш. 123°54′00″ в. д. |
| 4 | Гунхэ    | 共和镇           | поселок         | 19364                 | 47°26′50″ с. ш. 123°40′54″ в. д. |
| 5 | Вонюту   | 卧牛吐达斡尔族镇 | нац.поселок     | 12205                 | 47°34′03″ с. ш. 123°59′24″ в. д. |
| 6 | Мэйлисы  | 梅里斯街道办事处 | уличный комитет | 11682                 | 47°18′56″ с. ш. 123°45′20″ в. д. |
| 7 | Мангэту  | 莽格吐达斡尔族乡 | нац.волость     | 7165                  | 47°46′57″ с. ш. 124°08′16″ в. д. |

## Соседние административные единицы
На севере район граничит с уездом Ганьнань, на востоке — с уездом Фуюй, на юго-востоке — с районами Лунша и Цзяньхуа, на юге — с районами Анъанси и Фулаэрцзи, на западе — с уездом Лунцзян.